# 鱼山大桥
鱼山大桥是浙江省舟山市的一座跨海大桥，位于岱山县境内，为混合梁连续刚构桥，全长7781.75米，于2016年9月26日开工，2018年12月31日完工，2019年5月通车。